# Bank of America Plaza (Atlanta)
Bank of America Plaza je mrakodrap nacházející se v centru Atlanty. Se svými 55 patry dorůstá do výšky 311,8 m a je tak nejvyšší budovou ve městě. Ve světovém žebříčku drží 36. pozici. Je to nejvyšší budova ve Spojených státech, která se nachází mimo města New York a Chicago. Byla dokončena v roce 1992 po pouhých 14 měsících stavby, její tehdejší název byl NationsBank Building. Původně byla postavena pro nové ústředí firmy NCNB / NationsBank. V současné době je největším nájemníkem právnická firma Troutman Sanders LLP. Developerem budovy byla firma Cousins Properties a za návrhem designu firma Kevin Roche John Dinkeloo and Associates LLC.

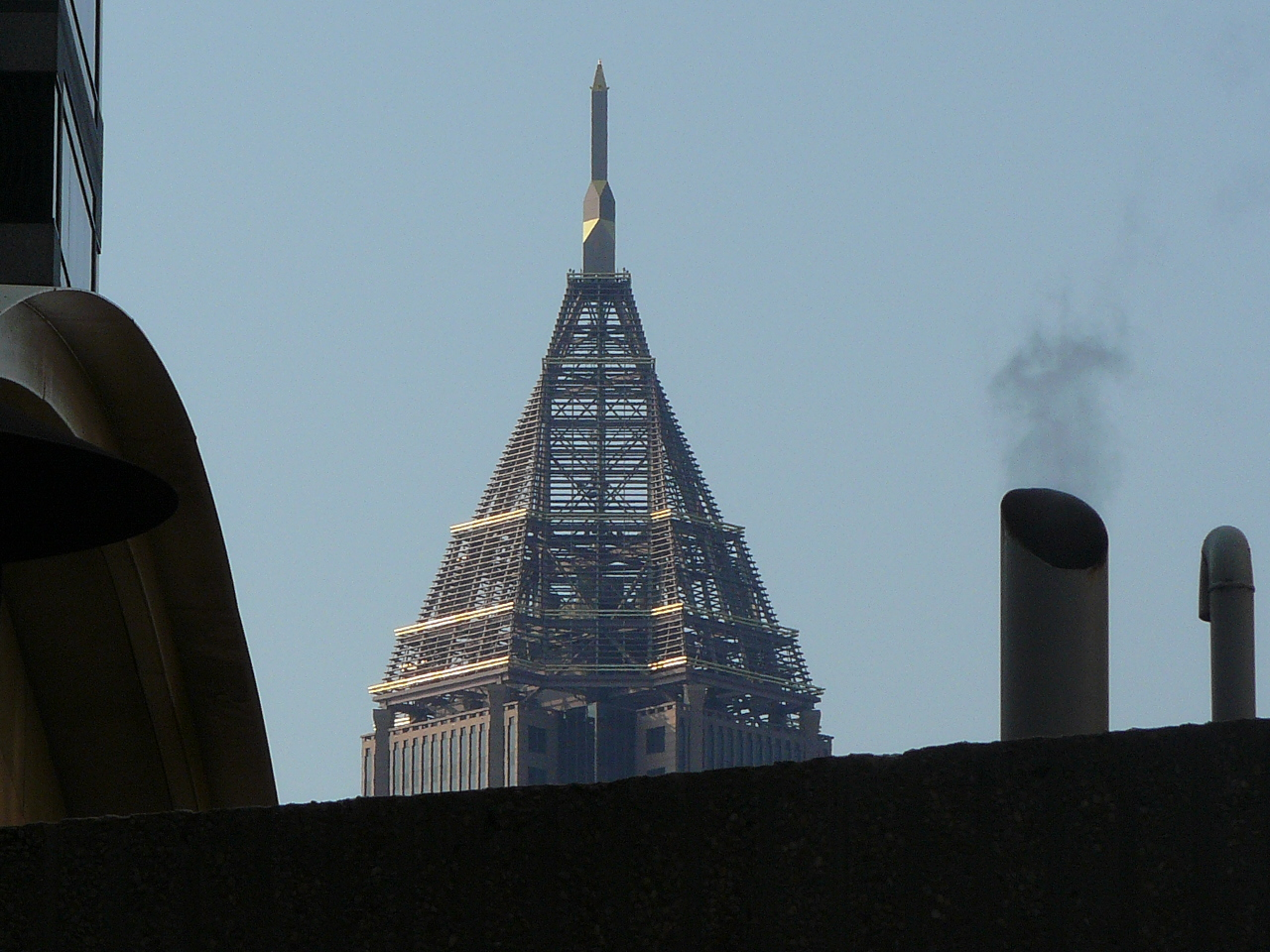
Střecha budovy
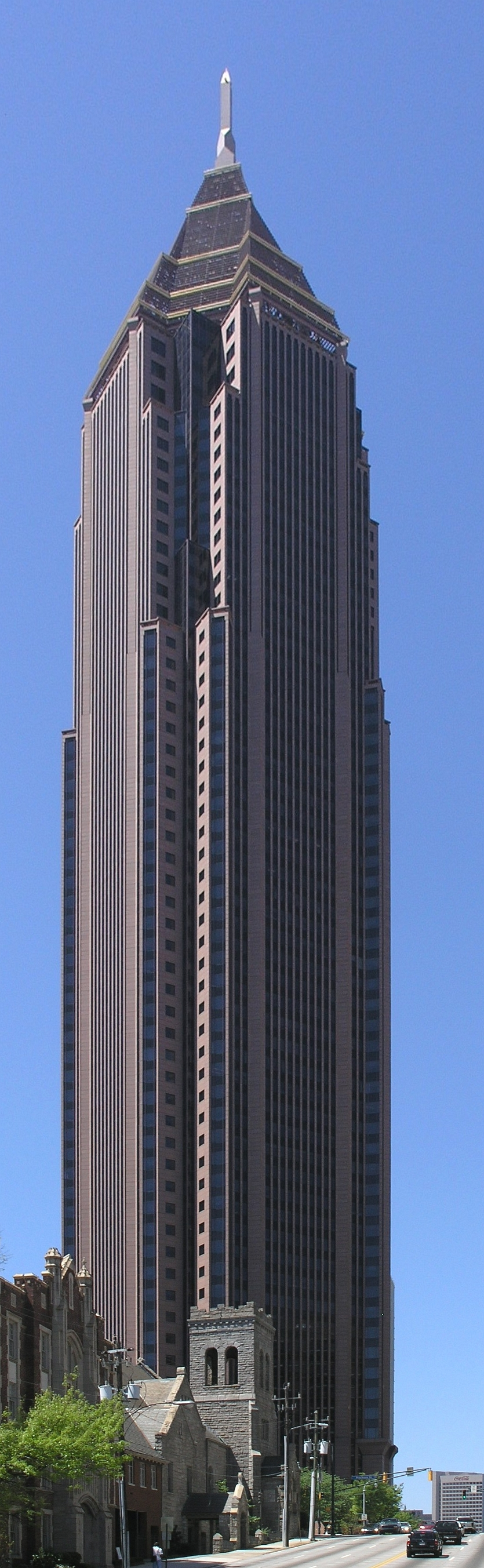
Bank of America Plaza
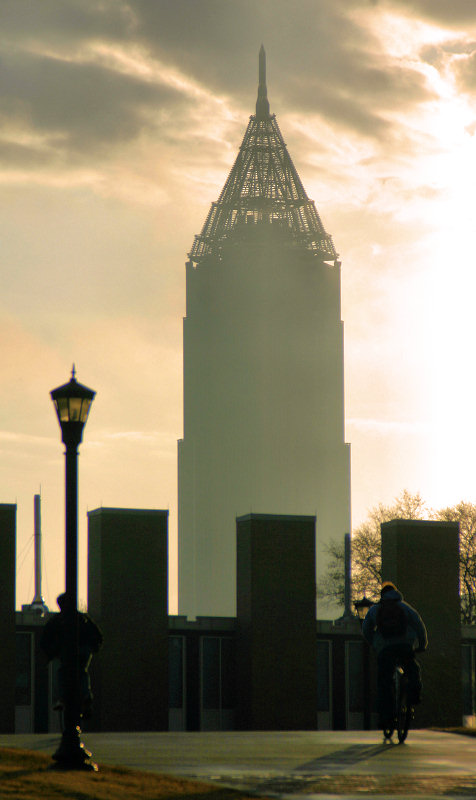
Bank of America Plaza
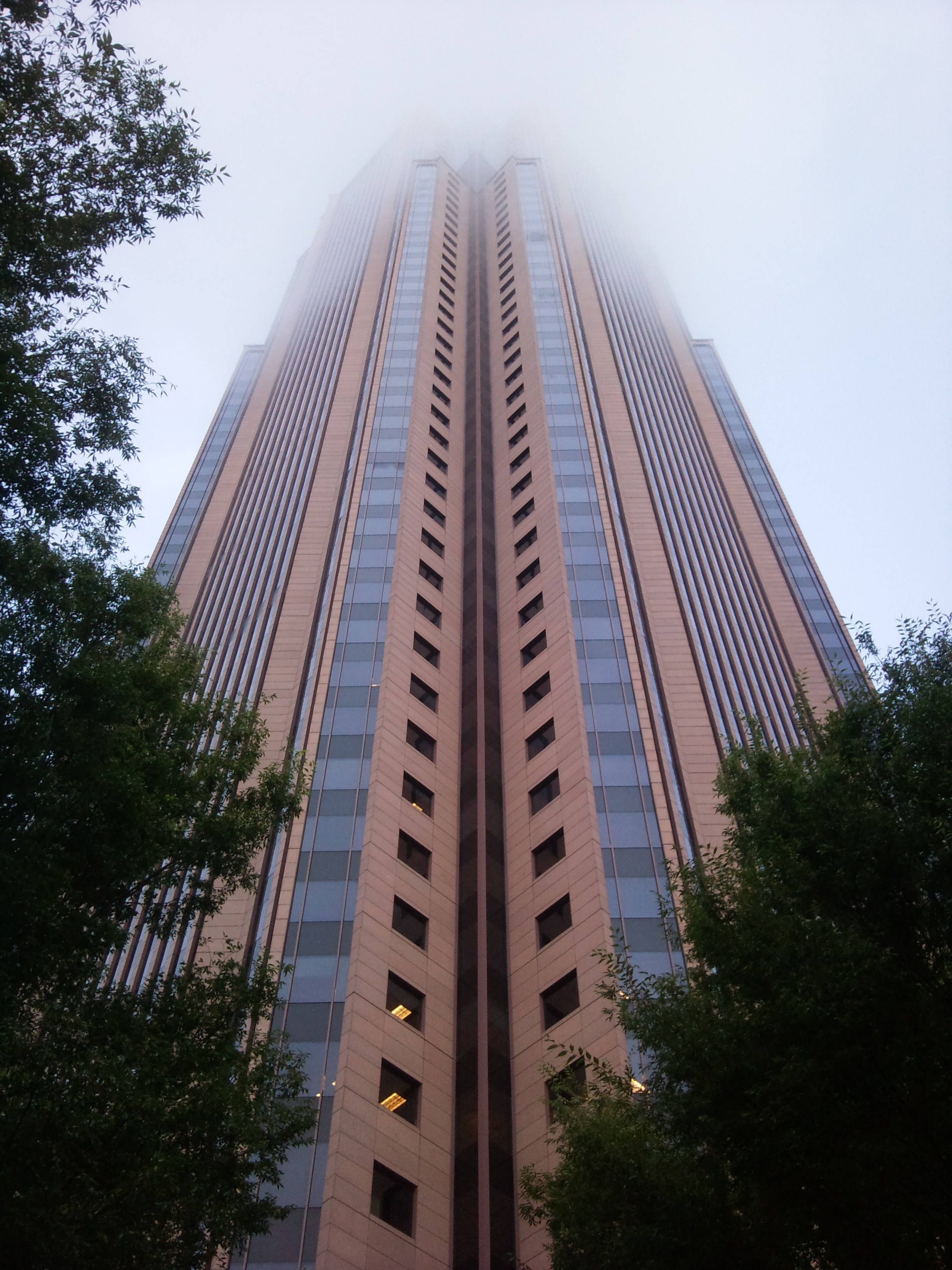
Bank of America Plaza v mlze